# Югославия във Втората световна война
Югославия във Втората световна война участва на страната на Съюзниците от 6 април 1941 година до края на войната в Европа.
В първите месеци на войната Югославия запазва неутралитет, но през април 1941 година е нападната от Тристранния пакт, който в рамките на няколко дни завзема цялата територия на страната, разделяйки я на няколко окупационни зони и марионетни държави. Крал Петър II се евакуира в Лондон, заедно с правителството на Душан Симович, което продължава да действа в изгнание. В страната се организира мащабно Съпротивително движение, което към края на войната установява контрол над цели области. Окупираната страна изпада в състояние на гражданска война между партизаните, четниците, усташите, албанските националисти, сръбските, черногорските и словенските колаборационисти, където често съюзниците и противниците се сменят, ставайки единствената страна участник във войната, където мнозинството жертви са загинали от ръката на свои съграждани, а не от действията на враговете и окупационните сили,  а в частност сърбите губят повече убити от свои сънародници, отколкото от нахлуването на Оста, окупаторите, несръбските колаборационисти и съюзническите бомбардировки, взети заедно.Съюзниците навлизат на югославска територия през есента на 1944 година, но боевете продължават до пролетта на 1945 година.